# CSA Marsa
 (juin 2025).
Pour les articles homonymes, voir Marsa.
Maillots
Le Club Sportif Amateur El Marsa (en arabe : النادي الرياضي الهاوي للمرسى) ou tout simplement le CSA El Marsa, plus connu sous le nom de La Marsa, est un club de football algérien fondé le 20 mars 1921 et basé à Mers el-Kébir à Oran.

## Histoire

### 1919: fondation du club
En 1919. Cinq jeunes gens, natifs de Mers el-Kébir, les frères Janvier et Michel Ferarra, Sauveur Scotto di Porfirio, François Garde et Aniel Jovine créent le Club de La Marsa avec comme seule ambition, la pratique du football.
Sans grandes ressources, et aidés par les habitants de la commune, ils bâtirent l'équipe progressivement. La Compagnie des Dragages, en soutien au club, accepte de niveler l'esplanade de la Carrière du Vieux Port pour faire un stade convenable. C'est sur ce terrain que se disputent les premiers derbies contre les équipes d'Ain-EI-Turk, de Bou-Sfer, et d'El-Ançor.

### 1921: déclaration officielle
Grâce à Janvier Ferarra qui est le président, secrétaire, capitaine joueur de cette équipe, le club est reconnu officiellement par la Ligue d'Oran de Football Association (LOFA) le 20 mars 1921 sous le nom de Société Sportive de la Marsa. 
Grâce aux frères Ivanes, le club se dote d'un stade conforme aux normes réglementaires imposées par la LOFA qui est le Stade de la Marsa.
Le club grimpe un à un les échelons du Championnat d'Oranie qui comporte quatre divisions et rejoint les grands clubs de l'époque qui sont le SC Bel-Abbès, CDJ Oran, AS Marine d'Oran, GC Oran, FC Oran, CAL Oran, USM Oran, AGS Mascara et bien d'autres.
Présente sur tous les fronts et en particulier, dans les compétitions nord-africaines, La Marsa s'affirme même sur le plan nord-africain.
Elle parvient en finale de la Coupe d'Algérie 1959. Et se qualifie aussi pour disputer le Championnat de France Amateur groupe Algérie en 1960-61 après avoir remporté le championnat d'Oranie 1959-60.

### 1962: après l'indépendance
Après l'indépendance de l'Algérie en 1962, les colons européens de Mers El Kébir à l'instar de tous les pieds noirs d'Algérie quittent le pays, le club est repris par les algériens de la commune. Il changera son nom plus tard en Ittihad Riadhi Baladiat Mers El-Kébir lors de la réforme sportive de 1977 puis en Association Sportive de la Marsa. Bien que le club joue depuis les seconds rôles par faute de moyens matériel et humain et aussi de prise en charge efficace des autorités locales, le club s'est fait connaître pour avoir formé des grands joueurs dont Djelloul Bouhadji du MC Oran, Baghdad de l'USM Oran et des gardiens de but dont Mohamed Khedim et Habib Bendria qui a brillé au sein de l'Olympique de Médéa.
Le club évolue actuellement en divisions inférieures du championnat d'Algérie[incompréhensible].

## Palmarès
| Compétitions nationales |
| --- |
| - Championnat d'Oranie (Division d'Honneur) (1) Champion : 1960 Vice-champion : 1938, 1949 Troisième : 1939, 1955 - Coupe d'Algérie (FFF) (0) Finaliste : 1959 |

## Parcours

### Classement en championnat par année
- 1962-63 : Critérium d'honneur Ouest Gr.III, 6e
- 1963-64 : D3, Première Division Ouest, 1re
- 1964-65 : D3, Promotion d'Honneur Ouest Gr.B, ?e
- 1965-66 : D3, Promotion d'Honneur Ouest Gr.A, 1re
- 1966-67 : D3, Division d'honneur Ouest, 7e
- 1967-68 : D3, Division d'honneur Ouest, 9e
- 1968-69 : D3, Division d'honneur Ouest, 8e
- 1969-70 : D3, Division d'honneur Ouest, 5e
- 1970-71 : D3, Division d'honneur Ouest, 3e
- 1971-72 : D2, Régional Ouest, 11e
- 1972-73 : D2,  Régional Ouest, ?e
- 1973-74 : D2, Regional  Ouest, ?e
- 1974-75 : D2, Regional  Ouest, ?e
- 1975-76 : D2, Regional  Ouest, 9e
- 1976-77 : D2, Regional  Ouest, 14e
- 1977-78 : D3, Honneur Ouest?e
- 1978-79 : D3, Honneur Ouest?e
- 1979-80 : D3, Honneur Ouest?e
- 1980-81 : D3, Honneur Ouest?e
- 1981-82 : D3, Honneur Ouest?e
- 1982-83 : D?, ?e
- 1983-84 : D?, ?e
- 1984-85 : D?, ?e
- 1985-86 : D?, ?e
- 1986-87 : D?, ?e
- 1987-88 : D?, ?e
- 1988-89 : D4, Division D'Honneur Ouest , Groupe (A)?e
- 1989-90 : D4, Division d'honneur Ouest Gr., 1re
- 1990-91 : D3, Régional Ouest, 9e
- 1991-92 : D3, Régional Ouest, ?e
- 1992-93 : D?, ?e
- 1993-94 : D?, ?e
- 1994-95 : D?, ?e
- 1995-96 : D?, ?e
- 1996-97 : D?, ?e
- 1997-98 : D?, ?e
- 1998-99 : D?, ?e
- 1999-00 : D?, ?e
- 2000-01 : D?, ?e
- 2001-02 : D?, ?e
- 2002-03 : D?, ?e
- 2003-04 : D?, ?e
- 2004-05 : D?, ?e
- 2005-06 : D?, ?e
- 2006-07 : D?, ?e
- 2007-08 : D?, ?e
- 2008-09 : D?, ?e
- 2009-10 : D?, ?e
- 2010-11 : D?, ?e
- 2011-12 : D?, ?e
- 2012-13 : D?, ?e
- 2013-14 : D?, ?e
- 2014-15 : D?, ?e
- 2015-16 : D?, ?e
- 2016-17 : D?, ?e
- 2017-18 : D?, ?e
- 2018-19 : D?, ?e
- 2019-20 : D6, R2 Oran groupe B, ?e
- 2020-21 : Saison Blanche
- 2021-22 : D5, R2 Oran groupe B, 11e
- 2022-23 : D6, DH Oran, ?e

### Parcours du CSA Marsa en coupe d'Algérie
| Saison  | Tour        | Matchs                | Résultats       |
| ------- | ----------- | --------------------- | --------------- |
| 1962-63 | 1/16 finale | ES Mostaganem         | 5-1             |
| 1963-64 | 2e T.R      | JS Béchar             | 4-3             |
| 1964-65 | 1/16 finale | CR Témouchent         | 1-1 Corners 6-1 |
| 1965-66 | 1/32 finale | ASM Oran              | 3-0             |
| 1966-67 | 1/32 finale | JSM Tiaret            | 4-1             |
| 1967-68 | 1/32 finale | ASM Oran              | 2-0             |
| 1968-69 | 1/16 finale | NA Hussein Dey        | 4-2             |
| 1969-70 | 1/8 finale  | JSM Tiaret            | 1-0             |
| 1970-71 | 1/64 finale | US Niverreries d'Oran | 2-1             |
| 1971-72 | ?           |                       | ?               |
| 1972-73 | 1/32 finale | USM Bel Abbès         | 3-1             |
| 1973-74 | 1/16 finale | AS Aïn M'lila         | 5-2             |
| 1974-75 | ?           | ?                     | ?               |
| 1975-76 | 1/16 finale | NA Hussein Dey        | 2-2             |
| 1976-77 | ?           | ?                     | ?               |
| 1977-78 | 1/16 finale | CA Batna              | 4-1             |
| 1978-79 | ?           | ?                     | ?               |
| 1979-80 | ?           | ?                     | ?               |
| 1980-81 | ?           | ?                     | ?               |
| 1981-82 | ?           | ?                     | ?               |
| 1982-83 | ?           | ?                     | ?               |
| 1983-84 | ?           | ?                     | ?               |
| 1984-85 | ?           | ?                     | ?               |
| 1985-86 | 1/64 finale | OM Arzew              | 1-0             |
| 1986-87 | ?           | ?                     | ?               |
| 1987-88 | ?           | ?                     | ?               |
| 1988-89 | ?           | ?                     | ?               |
| 1989-90 | N.J         | N.J                   | N.J             |
| 1990-91 | 1/32 finale | SC Mecheria           | 2-1             |
| 1991-92 | ?           | ?                     | ?               |
| 1992-93 | N.J         | N.J                   | N.J             |
| 1993-94 | 1/32 finale | CRE Constantine       | 3-0             |
| 1994-95 | ?           | ?                     | ?               |
| 1995-96 | ?           | ?                     | ?               |
| 1996-97 | ?           | ?                     | ?               |
| 1997-98 | ?           | ?                     | ?               |
| 1998-99 | ?           | ?                     | ?               |
| 1999-00 | ?           | ?                     | ?               |
| 2000-01 | ?           | ?                     | ?               |
| 2001-02 | ?           | ?                     | ?               |
| 2002-03 | ?           | ?                     | ?               |
| 2003-04 | ?e T.R      | ?                     | ?               |
| 2004-05 | ?e T.R      | ?                     | ?               |
| 2005-06 | ?e T.R      | ?                     | ?               |
| 2006-07 | ?e T.R      |                       | ?               |
| 2007-08 | ?e T.R      |                       | ?               |
| 2008-09 | ?e T.R      | ?                     | ?               |
| 2009-10 | ?e T.R      | ?                     | ?               |
| 2010-11 | ?e T.R      | ?                     | ?               |
| 2011-12 | ?e T.R      | ?                     | ?               |
| 2012-13 | ?e T.R      | ?                     | ?               |
| 2013-14 | 1/64 finale | ASM Oran              | 2-0             |
| 2014-15 | 1/32 finale | NA Hussein Dey        | 2-1             |
| 2015-16 | ?e T.R      | ?                     | ?               |
| 2016-17 | ?e T.R      | ?                     | ?               |
| 2017-18 | ?e T.R      | ?                     | ?               |
| 2018-19 | ?e T.R      | ?                     | ?               |
| 2019-20 | 1/16 finale | US Biskra             | 1-0             |

### Statistiques Tour atteint
- Le CSA Marsa à participer en 55 édition, éliminé au tours régionale ? fois et atteint les tours finale 00 fois.

| Édition | 1er tour | 2e tour | 3e tour | 4e tour | 64e de finale | 32e de finale | 16e de finale | 8e de finale | Quart de finale | Demi-finale | Finale | Champion |
| ------- | -------- | ------- | ------- | ------- | ------------- | ------------- | ------------- | ------------ | --------------- | ----------- | ------ | -------- |
| 55      | ?        | ?       | ?       | ?       | ?             | 00            | 07            | 00           | 00              | 00          | 00     | 00       |

## Joueurs emblématiques
- ... Baghdad
- Habib Bendria
- Djelloul Bouhadji
- Mohamed Khedim
- Barberico
- Albert Amitrano
- René Amitrano
- Jean Bastien
- Joseph Botella
- Maurice Ferrara
- Claude Rocamora
- Henri Roméo
- Jean Roméo
- Michel Vicidomini
- Georges Vives